# 高轨道离子炮
高轨道离子炮（High Orbit Ion Cannon，HOIC）是一个开源的网络压力测试和拒绝服务攻击应用程序，可以同时攻击256个URL。它的设计目的是取代由Praetox Technologies开发的低轨道离子炮，后来被发布到公有领域。Prolexic Technologies在2012年2月发布了HOIC的安全建议。

## 发展
HOIC是由黑客组织匿名者在“报复行动”结束时开发的。“报复行动”的结果是，执法机构对该组织施加了巨大压力，逮捕并起诉了与该组织有关的13名以上的人。这迫使该组织的许多成员重新思考他们的战略，随后该组织的一部分发起了“漏旋行动”。然而，匿名者组织的大部分精力仍然集中在发起可选的DDoS攻击上。但低轨道离子炮的威力不足以在如此有限的用户数量下发动攻击。因此，HOIC的目的是弥补这一缺陷，它可以使用少量的用户代理（只需50个用户就能成功发起攻击）和多个用户之间的协作（导致损害呈指数级增长）来造成HTTP泛滥。HOIC是这类工具中第一个支持所谓的“增强文件”的工具，它是可配置的VBscript模块，可以对攻击计算机的HTTP头进行随机化，为用户代理提供成千上万个高度随机化的组合。除了允许用户代理实现某种形式的随机对策之外，增强文件还可以并已经被用来增加攻击的规模。

## 命名法
HOIC及其前身LOIC是以离子炮命名的，离子炮是一种虚构的能量武器，被描述为从天基平台向地球目标发射离子束。虽然离子炮出现在许多电影、电视节目和电子游戏中，它们都是基于科幻小说的场景，但是在命令与征服系列游戏中描述的离子炮被认为是该软件GUI和网站上图形的灵感来源。

## 使用
简单地描述一下，HOIC是一个在遭受攻击的计算机上发送HTTP POST和GET请求的程序，它使用了一个受lulz启发的图形界面。当多个个体协同时，HOIC主要执行拒绝服务攻击（DoS）和DDoS攻击。对目标URL的拒绝服务攻击（DoS）是通过发送过多的流量来试图超载站点并将其关闭来完成的。这个攻击的基本版本可以通过使用VB 6和VB .NET相混合语法的增强文件来定制。此外，HOIC可以同时攻击多达256个域，这使得它成为试图协调DDoS攻击的黑客最通用的工具之一。
该工具的极简化GUI对用户友好，易于控制。攻击的基本程序是输入要攻击网站的URL，将Power选项设置为Low、Medium或High。Power选项将请求速度设置为低等请求代表每秒2次，中等请求代表每秒4次，高等请求代表每秒8次。然后添加一个增强文件，该文件使用.hoic扩展名定义动态请求属性，对同一网站内的多个页面发起攻击，并帮助规避一些防御过滤器。然后，通过按GUI中标记为“Fire Teh Lazer”的红色按钮启动攻击。

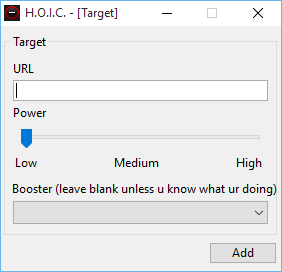
高轨道离子炮中用于选择压力测试目标的界面

## 限制
HOIC的基本限制是，它需要一组协调的用户来确保攻击成功。尽管HOIC允许比老式低轨道离子炮少得多的用户发起攻击，但它仍然需要至少50名用户发起有效攻击，如果目标网站受到保护，还需要更多用户来维持攻击。另一个限制因素是缺乏匿名化和随机化能力。虽然HOIC在理论上应该通过使用增强文件来提供匿名化，但是提供的实际保护是不够的。此外，TOR等匿名网络无法处理HOIC产生的攻击带宽。任何试图使用TOR网络发起攻击的行为实际上都会损害网络本身。然而，匿名者成员经常使用位于瑞典的代理服务器发动攻击。据推测，这是因为瑞典可能比世界其他国家有更严格的互联网隐私法。

## 合法性
首先，HOIC被设计为一种压力测试工具，可以合法地用于测试本地网络和服务器，前提是发起测试的人拥有测试授权，并且只要没有其他网络、服务器、客户端、网络设备或URL被破坏。
HOIC还可以用于执行分布式拒绝服务攻击，这在各种法规下都是非法的。英国《2006年警察与司法法案》修订了《1990年计算机滥用法案》，明确宣布拒绝服务攻击为非法，并规定最高刑罚为10年监禁。在美国，根据《计算机欺诈和滥用法案》，拒绝服务攻击可能被视为联邦犯罪，将受到最高10年监禁的处罚。2013年，13名匿名者成员因参与DDoS攻击各种组织的网站，包括美国唱片工业协会，美国电影协会，美国国会图书馆版权局，Visa，MasterCard，美国银行，而被提起刑事诉讼。他们被指控在2010年9月16日至2011年1月2日之间的事件中“阴谋故意损坏受保护计算机”。DDoS攻击是美国的联邦犯罪，由司法部根据USC第18章第1030节起诉。
匿名者在白宫网站上发表请愿书，向美国政府请愿，要求承认DDoS攻击是一种类似“占领”抗议活动的虚拟抗议形式。

## 对策
DDoS缓解通常基于分发原则，这基本上依赖流量的智能路由，以避免拥塞和防止单个URL处的超载。其他对抗DDoS的方法包括安装入侵防御系统（IPS）和入侵检测系统（IDS）。

## 首次用于攻击
匿名者是第一个公开使用高轨道离子炮的组织。文件共享网站Megaupload在联邦特工突袭其办公场所后被关闭，于是匿名者对美国司法部网站发动了攻击。随着美国司法部网站下线，匿名者通过Twitter宣称取得了成功，并表示：“One thing is certain: EXPECT US! #Megaupload“。在接下来的几个小时里，其他几个网站也被关闭了。这些网站包括美国唱片工业协会（RIAA）、美国电影协会（MPAA）和广播音乐公司（BMI）的网站。最后，随着一天的结束，属于联邦调查局（FBI）的网站多次遭到攻击，并最终屈服于攻击，获得了”Tango Down“的状态。匿名者声称，这是“其历史上最大的一次网络攻击”，而据报道，多达2.7万名用户代理参与了此次攻击。

## 另请参阅
- 匿名者
- 应用层DDoS攻击
- DDoS缓解
- 拒绝服务攻击
- 僵尸网络
- Fork炸弹
- Hit-and-run DDoS
- 死循环
- 低轨道离子炮
- Operation Leakspin
- Operation Payback
- ReDoS